# 放射冷却

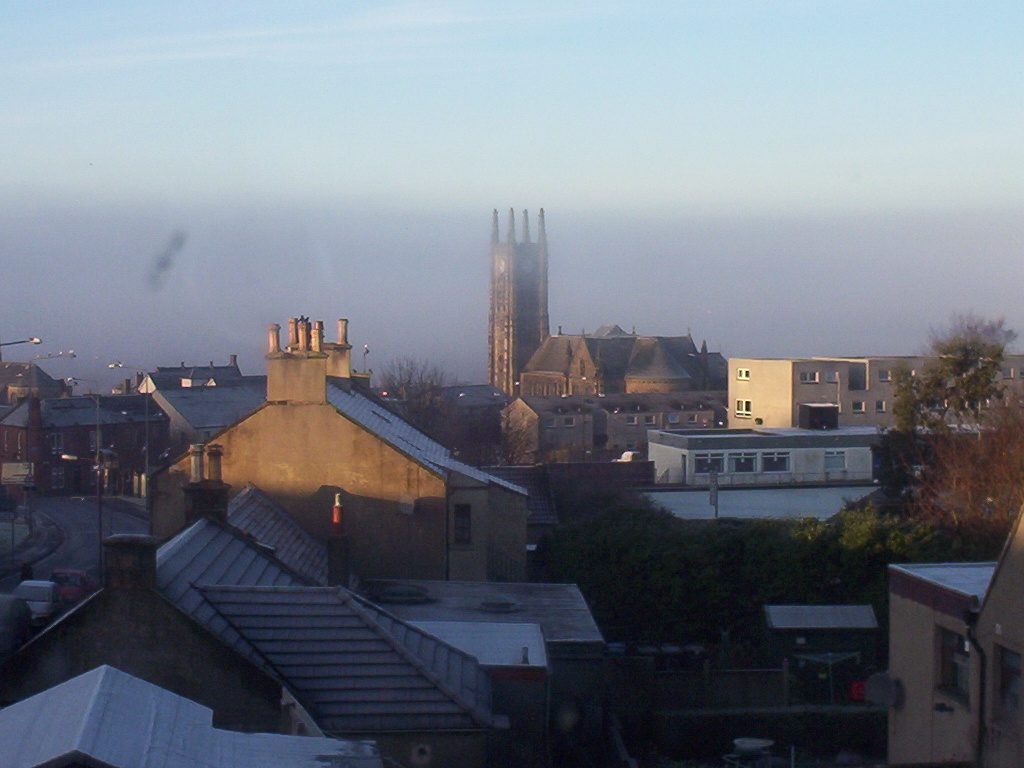
冬の晴れた朝。霜が降り、放射霧が遠くで空と境界をなしている。

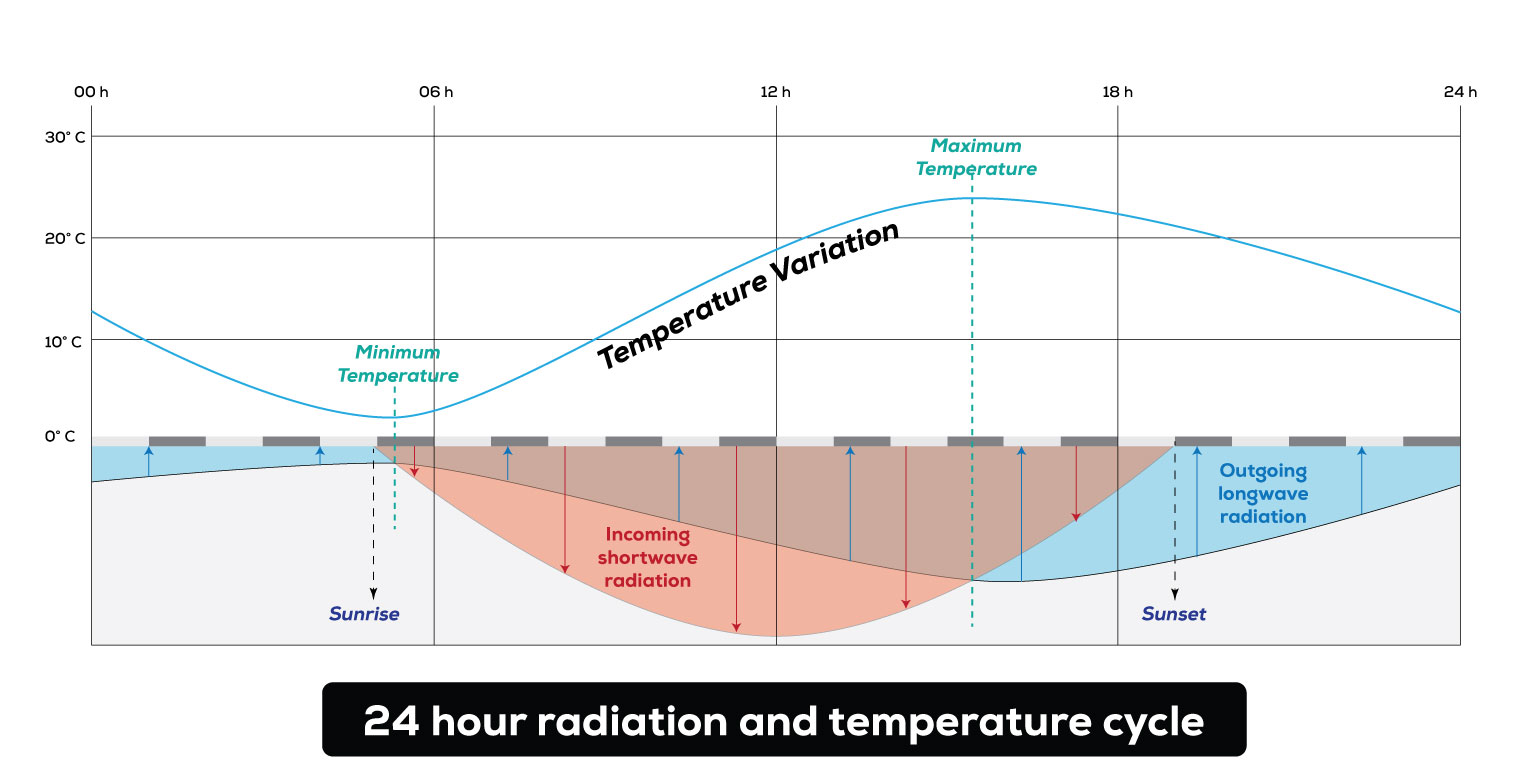
晴天時の1日の気温変化（上半分）と放射収支（下半分）の関係図。（説明は気温#気温の日変化参照）

放射冷却（ほうしゃれいきゃく）とは、物体が周囲に電磁波を放射し温度を下げていくこと。原理上あらゆる物体に起こりうるが、主に気象学で用い、日常的な使用、特に天気予報の場面では地表が冷えるときの説明によく用いる。

## 原理
あらゆる物体はその温度に応じて電磁波を放射していてこれを熱放射（熱輻射）という。放射する電磁波のエネルギー量は、その表面温度（絶対温度）の4乗に比例する（シュテファン＝ボルツマンの法則）。放射する電磁波の周波数（波長）は連続スペクトル分布をとるが、温度が高い物体ほど波長の短い電磁波を強く出す。

### 地表の放射冷却
地表からの熱放射はほぼ赤外線である。太陽からの日射が地面を加熱するのに対して、地表からの熱放射は地面を冷却する。また地面からの蒸発や冷たい空気への熱移動も地面を冷却する方向に働く。これに対し、大気自身は赤外線を熱放射して（大気放射）地面を保温する働きをもつ。
地表面における放射冷却は、日射と下向き（地面向き）の大気放射、その他の熱源からの加熱に比べて、地表からの熱放射が大きいときに起きる。晴れて風の弱い夜にこれが最も強まり、地面付近の空気は強く冷やされて気温が低下する。
ふつう、夕方の日没の少し前のころに、日射加熱と放射冷却は逆転し、冷却が始まる。冷却の速度は、開始後の夕方が最も速く、次第に遅くなる傾向がある。

## 放射冷却の強さを決める要素
風が強いときや雲が多いときは放射冷却による夜の冷え込みが抑えられる。これは、風が冷却された地表付近の空気と比較的暖かい上空の空気を混合するためであり、雲からの下向きの熱放射は地表を暖め、水蒸気は赤外線を吸収しやすいためである。
地表から放たれる熱放射量から地表に入る日射量を差し引いたものを正味放射量といい、地表が放射により失うエネルギーを表し、放射冷却量に比例する関係を持つが、晴れた夜間には60 - 100ワット毎平方メートル(W m−2)に達し、低い雲が広がるときは20 W m−2程度となる。
また、地表の物体の熱容量が小さいほど、地熱を伝える熱伝導率が小さいほど、放射冷却は強い。表土が乾燥しているほどよく冷やされる。積雪のあるときはない時よりも冷え、特に新雪のほうが熱伝導率が小さくよく冷やされる。
山に囲まれた盆地では、周囲の斜面から冷気が下りてきて溜まる冷気湖ができるので、平地よりも冷却が強い。盆地が深いほどその効果は強まる。また地形の起伏や気流の妨げとなる樹木などの物体によって、冷気が流れ下りやすかったり溜まりやすかったりする場所がある。
夜が十分長く続いて放射平衡に至ったと仮定して理論上導かれる放射冷却量の最大値は、寒冷地で乾燥の場合約30℃、熱帯の多湿下で約10℃、日本の春・秋では約20℃程度。

## 放射冷却に伴う現象
放射冷却による冷え込みは、霜や放射霧発生の原因となる。秋の早霜や春の遅霜の時期の霜の発生は特に、放射冷却が発生の要因となる。
地熱についていえば、植物の葉や表面は、幹や茎を伝わる熱が小さいため、地表よりも冷却度が大きい。気温よりも5℃以上低くなりうる。
植物を凍霜害から防ぐために使う、ビニールや藁などのシート・覆いやカバーの類は冷却を和らげる効果がある。カバー類は、その外側表面が外気温と同程度となり下向きの赤外放射を増加させるうえ、熱対流による植物表面からの熱損失も防ぐ。使う素材は、熱伝導率が低いほど、また赤外放射の吸収率が高いほど効果が高い。
放射冷却が進むと、しばしば地表近くの空気は上空よりも気温が低くなり、逆転層が生じる。逆転層は大気の混合を抑制し、地表付近に大気汚染物質が滞留しやすくなってスモッグの原因となったり、霧の原因となったりする。
果樹園や畑に設置される防霜ファンは、冷却された空気に覆われた地表付近に高さ十数メートルの相対的に暖かい空気を送り込んで混合させる。ただし、上空まで冷えて逆転層がないときには効果が乏しい。凍霜害の防止技術として燃焼で生じる煤煙の効果も研究されてきたが、煙の粒子サイズでは可視光線はよく吸収するが赤外線はあまり吸収せず、放射冷却を抑える効果は乏しいとされる。
放射冷却が霧を生じさせることがある一方で、ひとたび霧が発生すると、霧が雲と同様に赤外放射を吸収する効果のため、霧の下の放射冷却は弱められる。

## 技術的応用
日射および大気放射を反射し、かつ大気による再吸収が少ない大気の窓波長の赤外線を選択的に放射する素材の研究が行われている。このような技術はpassive daytime radiative cooling(PDRC)などと呼ばれ、日中でも放射冷却が働いて、周囲よりも温度が低く冷却効果をもち、省エネルギーにつながる。なお、水蒸気量が少ない乾燥時ほど、また大気の窓が顕著になる標高が高いところほど、このような素材の放射冷却効果は高くなると報告されている。